# Boku Mo Wakaran
Albums de Bogdan Raczynski
— Samurai Math Beats
(album)
(1999)
Boku Mo Wakaran (en japonais : ボクも分からん, dans le dialecte Kansai-ben, signifiant « Moi non plus je ne comprends pas ») est le premier album de Bogdan Raczynski, sorti le 29 mars 1999 chez Rephlex Records.
Sur le CD, l’Untitled no 24 contient deux morceaux.

## Liste des morceaux
| No   | Titre    | Piste LP | Durée |
| ---- | -------- | -------- | ----- |
| 1.   | Untitled | A1       | 0:05  |
| 2.   | Untitled | A2       | 4:13  |
| 3.   | Untitled | A3       | 2:24  |
| 4.   | Untitled | A4       | 2:45  |
| 5.   | Untitled | A5       | 2:37  |
| 6.   | Untitled | B1       | 3:35  |
| 7.   | Untitled | B2       | 4:03  |
| 8.   | Untitled | B3       | 0:45  |
| 9.   | Untitled | B4       | 3:27  |
| 10.  | Untitled | C1       | 1:02  |
| 11.  | Untitled | C2       | 2:09  |
| 12.  | Untitled | C3       | 0:57  |
| 13.  | Untitled | C4       | 2:58  |
| 14.  | Untitled | C5       | 3:18  |
| 15.  | Untitled | C6       | 1:12  |
| 16.  | Untitled | D1       | 3:08  |
| 17.  | Untitled | D2       | 0:31  |
| 18.  | Untitled | D3       | 4:57  |
| 19.  | Untitled | D4       | 1:55  |
| 20.  | Untitled | E1       | 4:56  |
| 21.  | Untitled | E2       | 1:05  |
| 22.  | Untitled | E3       | 1:23  |
| 23.  | Untitled | E4       | 3:39  |
| 24a. | Untitled | F1       | 2:18  |
| 24b. | Untitled | F1       | 1:59  |
| 25.  | Untitled | F2       | 4:38  |
| 26.  | Untitled | F3       | 5:27  |

## Fiche
- Label : Rephlex Records
- Catalogue : CAT 082 LP / CD
- Format : 3xLP (Vinyles) / CD
- Pays :  Royaume-Uni
- Date de sortie : 29 mars 1999
- Genre : Musique électronique
- Style : Breakbeat, Jungle, Experimental